# Robert II d'Auvergne
Pour les articles homonymes, voir Robert II et Robert d'Auvergne.
 (mai 2025).
Si vous disposez d'ouvrages ou d'articles de référence ou si vous connaissez des sites web de qualité traitant du thème abordé ici, merci de compléter l'article en donnant les références utiles à sa vérifiabilité et en les liant à la section « Notes et références ».
Robert II, comte d'Auvergne et de Rouergue du chef de sa première femme, est connu dans plusieurs actes, dont un de 1064. Il est encore cité dans une charte de Cluny en 1095.
Il épousa :
- en premières noces Berthe, comtesse de Rouergue († 1065), fille de Hugues Ier, comte de Rouergue et de Gévaudan  († 1053), morte sans postérité ;
- et en secondes noces Judith de Melgueil, fille de Guillaume, comte de Melgueil et de Beatrix de Guyenne. Il est le père de Guillaume VI.